# Nikaho
Nikaho (にかほ市?) è una città giapponese della prefettura di Akita.

## Amministrazione

### Gemellaggi
- Shawnee